# Paradisier de Carola
Parotia carolae
Espèce
Statut de conservation UICN

 LC  : Préoccupation mineure
Statut CITES
Le Paradisier de Carola (Parotia carolae) est une espèce de paradisier qui habite les forêts du centre de la Nouvelle-Guinée. Son nom lui a été donné en l'honneur de la reine Caroline de Suède, femme du roi Albert de Saxe.
La « danse de la ballerine » est l'un des six mouvements distincts, au moins, qui compose le répertoire du paradisier mâle de Carola. Son rituel de séduction est le plus complexe de tous les paradisiers.
En raison de la sur-chasse et de la perte de son habitat, cet oiseau est menacé et de ce fait inscrit à l'annexe II de la CITES et évalué en péril par l'UICN.

## Distribution
On trouve ce paradisier dans cinq zones isolées le long de la chaîne centrale de la Nouvelle-Guinée. Trois de ces zones situées au sud de la ligne orogénique correspondent aux sous-espèces carolae, meeki, clelandiae. Dans les deux zones du nord se trouvent les sous-espèces chrysenia et chalcothorax (Ottaviani 2012).
Sous-espèces
- P. c. carolae (A. B. Meyer, 1894) : monts Weyland jusqu’au lac Wissel.
- P. c. meeki (Rothschild, 1910) : monts Snow (sans les monts Doorman) jusqu’aux contreforts des monts Star.
- P. c. clelandiae (Gilliard, 1961) : de Telefomin au nord de l’aire de Krakte.
- P. c. chrysenia (Stresemann, 1934) : de la province de Enga à Goroka.
- P. c. chalcothorax (Stresemann, 1934) : monts Doorman (Ottaviani 2012).

## Dénomination
Meyer, 1894, avait nommé ce taxon Parotia carolae en hommage à la Reine Caroline, épouse du Roi Albert de Saxe.

## Habitat
Son milieu électif est la forêt primaire et secondaire de moyenne montagne ainsi que les régénérations secondaires et les jardins abandonnés de 1 100 à 2 000 m mais surtout entre 1 450 et 1 800 m d’altitude (Frith & Beehler 1998).

## Alimentation
Elle est très peu documentée, Frith & Frith (2009) mentionnant des fruits et des petits animaux sans indication de proportion.

## Voix
Le mâle émet un puissant chant de signalement transcrit par scree scree scree, oowit, oo-wi-oo, les trois premières notes brèves et grinçantes avec des combinaisons différentes de notes de début ou de fin de phrase reprises ou répétées. Une note métallique rappelle celle du sifilet de Lawes. Les mâles émettent couramment leurs vocalises en duo. Les mâles adultes produisent également un claquement d’ailes en vol mais apparemment pas les jeunes mâles et les femelles (Frith & Frith 2009).

## Parade nuptiale
Le mâle aménage une piste de danse grossièrement arrondie de 1,80 à 2,40 m de diamètre pourvue d’une ou plusieurs branches horizontales, plus ou moins incurvées en leur centre, qui traversent cette aire de 0,60 à 1,20 m du sol. Le perchoir principal qui surplombe l’aire est souvent nettoyé de sa mousse et de son écorce, et prend avec l’usure une coloration fauve. La végétation alentour consiste en arbustes, vignes grimpantes et lianes avec souvent un grand arbre feuillu de 15 à 20=m de haut dominant cette petite clairière. Le mâle nettoie régulièrement le sol des rameaux, feuilles et autres débris tombés là par hasard mais il respecte le tapis de mousse naturelle. À l’approche d’une femelle, il gonfle les plumes des flancs pour former une sorte de robe puis il ouvre et referme sa fine couronne blanche tout en agitant sa barbe dorée. Il incline également la tête en avant et sur le côté en agitant ses filets vers la femelle (Gilliard 1969).
Les auteurs plus récents ont décrit d’autres comportements comme des postures figées et des attitudes avec une flexion des pattes, associées à un jeu complexe de déploiement des plumes des flancs, de la poitrine, la cape et la crête. Les filets jouent également un rôle important dans la parade en étant agités, inclinés et orientés de façon complexe. Les auteurs ont totalisé 58 éléments différents, ce qui en fait la parade nuptiale la plus élaborée des sifilets (Frith & Frith 2009).
Scholes (2006) a filmé et décrit la parade nuptiale, et a relevé 20 comportements différents incorporant pas moins de 58 éléments. Même si la plupart des espèces de paradisiers, et plus particulièrement de sifilets, effectuent des parades complexes, celle du sifilet de la Reine Caroline semble être la plus élaborée de toutes. Le mâle choisit d’abord une petite aire et la débarrasse de ses débris végétaux (feuilles et brindilles). Il peut aussi retirer des feuilles des branches qui obstruent la vue d’ensemble ou même tenter de couper, à coups de bec répétés, la base de petits arbrisseaux. Il dépose des radicelles ou des champignons filiformes tout autour de l’aire et il décore également la périphérie d’objets divers comme des feuilles jaunes, de la fourrure de mammifères ou des fragments de peau de serpents. Un mâle peut parader devant un auditoire d’une ou plusieurs femelles,

## Nidification
Le nid, les œufs et la biologie de nidification sont inconnus mais, comme chez les autres espèces de sifilets, la femelle construit le nid et s’occupe seule de la nidification, selon toutes vraisemblances.

## Statut, conservation
BirdLife International (2011) qualifie l’espèce de « préoccupation mineure » car elle vit sur un vaste territoire et présente des effectifs stables sans menace particulière connue.